# Епархия Ипиля
Епархия Ипиля (лат. Dioecesis Ipilensis) — епархия Римско-Католической церкви с центром в городе Ипиль, Филиппины. Епархия Ипиля распространяет свою юрисдикцию на часть провинции Замбоанга-Сибугей. Епархия Ипиля входит в митрополию Замбоанги. Кафедральным собором епархии Ипиля является церковь святого Иосифа.

## История
24 декабря 1979 года Римский папа Иоанн Павел II издал буллу Rerum usu docti, которой учредил территориальную прелатуру Ипиля, выделив её из архиепархии Замбоанги.
1 мая 2010 года Римский папа Бенедикт XVI издал буллу Quandoquidem Praelatura, которой преобразовал территориальную прелатуру Ипиля в епархию.

## Ординарии епархии
- епископ Federico O. Escaler (23.02.1980 — 28.06.1997);
- епископ Antonio Javellana Ledesma (28.06.1997 — 4.03.2006) — назначен архиепископом Кагаян-де-Оро;
- епископ Julius Sullan Tonel (30.06.2007 — 22.08.2023).
  - Sede Vacante

## Источник
- Annuario Pontificio, Ватикан, 2007
- Булла Rerum usu docti  (лат.)
- Булла Quandoquidem Praelatura  (лат.)